# Dialog (Armaroli-Parker-Album)
Dialog  ist ein Musikalbum von Sergio Armaroli und Evan Parker. Die am 15. Oktober 2022 im BlackStar RecordingStudio, Mailand, bzw. am 2. November 2022 im Arcobarco Studio, Ramsgate, entstandenen Aufnahmen erschienen am 8. September 2023 auf ezz-thetics.

## Hintergrund
Als musikalisches Äquivalent zur Beobachtung der hin- und hergehenden Nachrichten eines E-Mail-Austauschs oder der abwechselnden Tweets einzelner Personen führten der italienische Vibraphonist Sergio Armaroli und der britische Sopransaxophonist Evan Parker einen Dialog, spielten aber nicht gemeinsam im Duett, notierte Ken Waxman. Armaroli war aufgrund der COVID-19-Beschränkungen gezwungen, eine Duo-Tournee abzubrechen. Anschließend nahm er in Mailand sechs Vibraphon-Improvisationen auf und schickte die Dateien an Parker, der seinen Part nach ein paar Wochen Abhören in einem britischen Studio aufnahm und diese Dateien an den Vibraphonisten schickte. Parker hatte beschlossen, Armarolis Musik nicht zu überspielen. Stattdessen handelt es sich hier um eine Wiedergabe der Vibraphon-Improvisationen und eine ebenso genaue Wiedergabe der Antworten, die von der anfänglichen improvisierten Metall-und-Schlegel-Technik inspiriert wurden. Mit Ausnahme von Armarolis fast 27-minütigem „Two Rooms One Vibraphone #6“, das Parker angeblich zu ideenreich fand, um darauf einzugehen, liegen die meisten der verbleibenden zehn Titel im Bereich weniger Minuten, wobei die Erwiderungen des Saxophonisten kürzer sind als die Stücke des Vibraphonisten.

## Titelliste
- Sergio Armaroli / Evan Parker – Dialog

1. Two Rooms One Vibraphone #1 6:33
2. Interlude 1 1:50
3. Two Rooms One Vibraphone #2 4:43
4. Interlude 2 2:20
5. Two Rooms One Vibraphone #3 3:20
6. Interlude 3 02:55
7. Two Rooms One Vibraphone #4 5:43
8. Interlude 4 2:45
9. Two Rooms One Vibraphone #5 8:44
10. Interlude 5 2:15
11. Two Rooms One Vibraphone #6 26:29

Die Kompositionen „Two Rooms One Vibraphone“ 1–6 stammt von Sergio Armaroli, „Interlude“ 1–5 von Evan Parker.

## Rezeption
Armarolis Darstellungen würden singulär geformte Töne projizieren und zugehörige Schwingungen in unterschiedlichen Tempi und Tonhöhen erzeugen, schrieb Ken Waxman (Squid’s Ear). Sie seien sowohl zurückhaltend als auch funkelnd, wobei Kraft und Turbulenz in den kurzen Auswahlen enthalten sind. Parker mische Bassgeschaufel, quietschendes Schnalzen und Flatterzungen und erweitere seine Reaktionen konsequent auf Multiphonics und Zirkularatmung. Nur bei „Interlude 3“ wird die Intensität seiner scheinbar unaufhaltsamen Variationen von den Schwingungen der Studioarchitektur beeinflusst, bevor er sich in zugehörigen Texturen entspannt.